# Iustinian Zegreanu
Iustinian Gr. Zegreanu (n. 16 martie 1970, Cluj-Napoca, județul Cluj) este  un medic, poet și scriitor român.

## Date biografice
Născut pe data de 16 martie 1970, în Cluj-Napoca, ca fiu al lui Octavian Zegreanu, biolog, toxicolog, poet, scriitor român, membru al Uniunii Scriitorilor din România, și al Doinei Ferședi, profesor de geografie gradul I, director de școală timp de 32 de ani. Nepot a lui Aurel Grigore Zegreanu, magistrat și scriitor, membru al Asociației Scriitorilor Români din Ardeal.
Absolvent al Universității de Medicină și Farmacie „Iuliu Hațieganu” din Cluj-Napoca (1996), Doctor în Științe Medicale. Membru în Consiliul de Conducere al Societatea Medicilor Scriitori și Publiciști din România, membru în Consiliul de Conducere în Liga Scriitorilor Cluj Napoca.
Medic primar medicină de familie, medic specialist neurolog, medic homeopat, poet, scriitor, președintele Cenaclului Cadrelor Medicale „Victor Papilian”.
Între anii 1996 – 1998 a lucrat la Dispensarul medical Beliș din județul județul Cluj, ca medic de familie. Între anii 1998 – 2003 a lucrat în cadrul Universități de Medicină și Farmacie la catedra de neurologie pe post de asistent universitar. Între anii 2003 – 2006 a lucrat în cadrul Centrului de Recuperare Copii cu Handicap - afiliat Primăriei Cluj-Napoca. Între anii 2006 - 2009 a lucrat în cadrul Spitalului Clinic Județean Cluj ca medic rezident Medicină de Familie. Între anii 2009 – 2012 a lucrat în cadrul Hiperclinicii Medlife Cluj ca medic specialist Medicină de Familie. Din anul 2012 lucrează ca medic specialist în cadrul Cabinetului Medical Individual de Medicină de Familie.
Este căsătorit cu Gianina Mocanu, profesor gradul I de limba și literatura română de la Colegiul Național „George Coșbuc” din Cluj-Napoca, cu care are doi copii, Armand și Raisa.
Debutul literar a fost în revista Steaua din Cluj-Napoca, an.XLVIII., nr. 1, ianuarie (1997), cu poeziile „Cândva”, „Încerc și eu” .

## Volume publicate
- Popas în necunoscut, (poezie), Editura Culturală Forum Cluj-Napoca, cu prefață de Dan Damaschin, (1998).
- Adolescenții și educația sexuală (manual școlar), Editura Motiv, Cluj-Napoca, ediția I-a (1998), ediția II-a (2000),
- Practici de acordare a primului ajutor, Editura Argonaut, Cluj-Napoca, cu prefață de Acad Prof. Dr. Doc. Crișan Mircioiu, (1999).
- Pornind de la un gest, (poezie), Editura Casa Cărții de Știință, cu prefață de Petru Poantă, (2002).
- Strategii moderne în tratamentul și managementul epilepsiei, Editura Napoca Star, Cluj-Napoca, cu prefață de Prof. dr. Ștefania Kory Calomfirescu, (2003).
- Cuvinte nerostite, (poezie), Editura Napoca Star, Cluj-Napoca, cu prefață de Mircea Popa, (2004).
- Între iubire viață și destin, Editura  Napoca Star, Cluj-Napoca, cu o prefață de Laura Ionescu, postfață Nicoleta Creț, (2005).
- Ascultând căderile de stele, (poezie), Editura Zenit, Cluj-Napoca, prefață de Onufrie Vințeler, postfață Dan Damaschin, (2006).
- Chemarea în paradis, (poezie), Editura Napoca Star, Cluj-Napoca, prefață Vasile Lechințan (2010).
- În numele tatălui, (proză), Editura Napoca Star, Cluj-Napoca (2012)
- Anotimpurile vieții[1], (poezie), Editura Avalon, Cluj-Napoca (2016)
- Cu ușile larg închise, (proză), Editura Ecou Transilvan, Cluj-Napoca (2018)
- Mic tratat de deflorare intelectuală, (proză), Editura Ecou Transilvan, Cluj-Napoca (2019)
- Epilepsia între mit și adevăr, Editura Limes, Cluj-Napoca (2022)
- Roșu pufos, Editura Limes, Cluj-Napoca (20224)

## Volume colective
- Epilepsia: etiopatogenie – diagnostic și tratament, Editura Risoprint, Cluj-Napoca (2003).
- Ghid pentru formarea asistenților personali, Editura Alma Mater, Cluj-Napoca (coordonator Ioana Boca), colaborare între Primăria Municipiului Cluj-Napoca, Centrul de Recuperare a Copiilor cu Handicap Motor  și Agenția Județeană de Ocupare a Forței de Muncă, (2004).
- Ghid de atitudine și intervenție - anunțul handicapului vol. I (Îndrumar pentru părinți) Editura Alma Mater, Cluj-Napoca (coordonator Ioana Boca), (2004).
- Ghid de atitudine și intervenție - anunțul handicapului vol. II (Îndrumar pentru medici și psihologi), Editura Alma Mater, Cluj-Napoca  (coordonator Ioana Boca), (2004).
- Chemarea amintirii, Editura  Pro Vita Cluj-Napoca, cu prefață de Alexandru Trifan, (2004).
- Sfaturi practice pentru asistentul personal, Editura Alma Mater, Cluj-Napoca, (2005).
- Sub curcubeul stelelor de acasă, Editura Pro Vita, Cluj-Napoca, (2006).
- Izvorâtorii de speranțe, Editura Pro Vita, Cluj-Napoca, (2008).
- Ceara stinselor tăceri, Editura Napoca Star Cluj-Napoca, (2010).
- Confesiuni din culise, (proză), Editura Napoca Nova, Cluj-Napoca (2013)

## Apariții în volume colective (grupaje de versuri și articole)
- Pe undeva, Editura Casa Cărții de Știință, Cluj-Napoca, (1997).
- Alfa Juvenil-Almanahul Liceenilor și nu numai...., Editura Tinivar, Cluj-Napoca, (1997).
- 85 epigramiști clujeni, Antologie, Editura Mesagerul, Cluj-Napoca, (1999).
- Clipa cea repede..., Almanah, Editura Viața Medicală Românească, București, (1999).
- Dicționar de poeți – Clujul Contemporan, Editura Atlas-Clusium, Cluj-Napoca, (1999).
- O antologie a epigramei românești actuale, Editura Clusium, Cluj-Napoca, (1999).
- Dicționarul de poeți, Editura Culturală Forum, Cluj-Napoca, (1998).
- Pe masa de lucru, Editura Motiv, Cluj-Napoca, (2000).
- Hohote la gura ... poantei, Antologie, Editura Casa Cărții de Știință, Cluj-Napoca, (2000).
- Epigrame medicale românești, Editura Casa Cărții de Știință, Cluj-Napoca, (2000).
- Pași în iarba ninsă, Antologie, Editura Remus, Cluj-Napoca, (2001).
- Dicționarul Medicilor Scriitori din România, Editura Viața Medicală Românească, București, (2001).
- Șoaptele muzelor, Antologie, Orizont Literar, Amurg Sentimental, București, (2001).
- Almanahul oamenilor de afaceri, Editura Tipolitera, Cluj-Napoca, (2002).
- Repertoarul cenaclurilor literare din județul Cluj, Agenția de publicitate Unu, Cluj-Napoca, (2002).
- Pulbere Stelară, Antologie, Editura Napoca Star, Cluj-Napoca, (2002).
- Din arhivele unui cenaclu, Antologie, Editura Casa Cărții de Știință, Cluj-Napoca, (2002).
- Miresme de orgă, Antologie, Editura Etno-Graph, Cluj-Napoca, (2004).
- Varză a la Cluj , Antologie a Uniunii Scriitorilor, Editura Casa Cărții de Știință, Cluj-Napoca, (2010).
- Clujul din povești, Antologie a Uniunii Scriitorilor, Editura Casa Cărții de Știință, Cluj-Napoca, (2011).
- Viața literară la Cluj, Antologie a Uniunii Scriitorilor, Editura Eikon, Cluj-Napoca, (2013).
- Din Stampe Clujul, Antologie a Uniunii Scriitorilor, Editura Napoca Nova, Cluj-Napoca, (2013).
- Dicționarul autorilor români contemporani, Editura Arial, Cluj-Napoca, (2013).
- Pași pe visele ierbii, Antologie literar artistică, Editura Napoca Nova, Cluj Napoca, (2013).
- Scriitori români contemporani din întreaga lume (ediția română - germană), Antologia Ligii Scriitorilor, Editura Fortuna, Râmnicu Vâlcea, (2013).
- Scriitori ai Transilvaniei, Antologie a Uniunii Scriitorilor, Editura Eikon, Cluj-Napoca, (2014).
- Limba noastră cea română, Antologia Ligii Scriitorilor, Editura Olimpias, Galați, (2014).
- Hipocrate și arta scrisului ediția a II-a, Antologie Societății Medicilor Scriitori și publiciști, Editura Răzeșu, Piatra Neamț, (2017).
- Amintiri de secol XX, Antologia Ligii Scriitorilor Editura Olimpias, Galați, (2018).
- Iubirea eterna poveste, Antologia Ligii Scriitorilor, Editura Olimpias, Galați, (2018).

## Afilieri
- Membru corespondent între anii 1998 – 2001 în „Societatea de Scleroză Multiplă” Cluj-Napoca.
- Membru fondator din anul 2000 a „Societatea Bolnavilor de Epilepsie”, Cluj-Napoca.
- Membru al „Societății Medicilor Scriitori și Publiciști din România”, din anul 1998,  și membru în Consiliul Național de Conducere din anul 2007, membru al U.M.E.M. (Uniunea Mondială a Scriitorilor Medici) din anul 2009.
- Membru al „Cenaclului Literar Victor Papilian” al cadrelor medicale din Cluj-Napoca din anul 1996 și din anul 2004 președintele acestui cenaclu.
- Membru al „Cenaclului Literar al Cadrelor Didactice Octavian Goga” din Cluj-Napoca, din anul 1998
- Membru colaborator în „Fundația Copiilor cu Handicap Motor” din Cluj-Napoca între anii 2004 – 2007
- Membru în Consiliul de Conducere a Ligii Scriitorilor, Cluj-Napoca, din anul 2009
- Colaborator  permanent Radio-TV  Cluj-Napoca și Tg. Mureș, Radio Renașterea Cluj-Napoca.

## Premii pentru literatură și artă
- Festivalul Național „Eterna Epigramă”, Cluj-Napoca, mențiune (1997).
- Festivalul Național de Poezie „ORFEU”, Ediția a II-a, Cluj-Napoca premiul III, (1997).
- Diploma Primăriei Municipiului Cluj-Napoca pentru „Contribuții remarcabile în domeniul creației literare” (1998).
- Festivalul Național de Poezie, Reghin. premiul I, (2001).
- Concursul Internațional de Proză și Poezie „Starpress”, Vâlcea, mențiune (2012).
- Premiul pentru cea mai bună carte de eseuri, oferit de Liga Scriitorilor Cluj-Napoca,(2013)
- Concursul Internațional de Proză și Poezie „Starpress”, Vâlcea, mențiune (2014).